# Alexander Nikolajewitsch Radischtschew

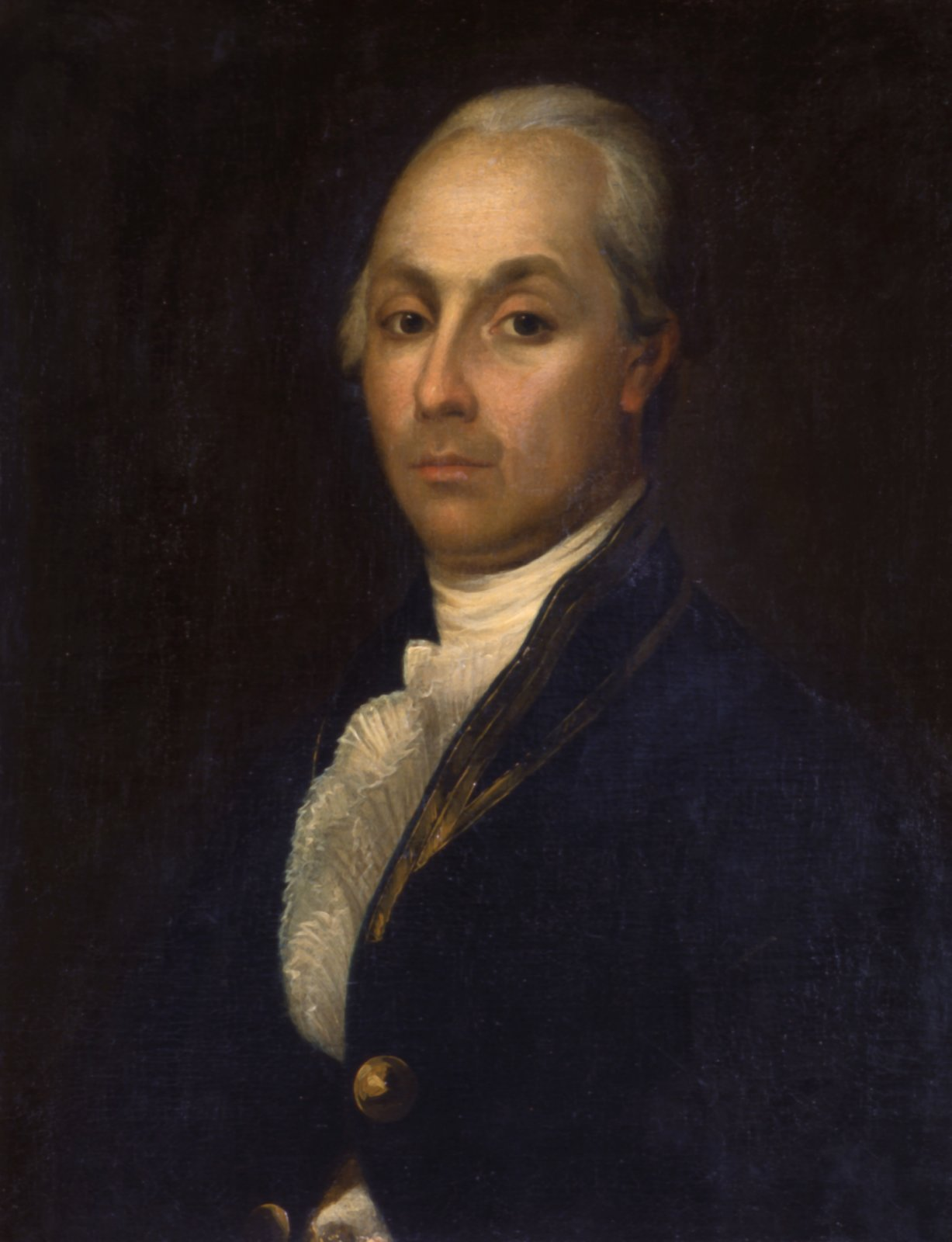
Alexander Radischtschew

Alexander Nikolajewitsch Radischtschew (russisch Алекса́ндр Никола́евич Ради́щев, wiss. Transliteration Aleksandr Nikolaevič Radiščev; * 20. Augustjul. / 31. August 1749greg. in Moskau; † 12. Septemberjul. / 24. September 1802greg. in Petersburg) war ein russischer Philosoph und Schriftsteller. Als Anhänger der Aufklärung und Gegner der Leibeigenschaft zog er sich Veröffentlichungsverbot und Verbannung zu. Im Alter von 53 beging er Suizid.

## Leben
Der Sohn eines Moskauer Gutsbesitzers studierte als Mitglied des russischen Pagenkorps und auf Wunsch Katharinas II. in Leipzig Rechtswissenschaften – als Kommilitone Goethes – und schloss sich den französischen Aufklärern Mably (Bruder von Étienne Bonnot de Condillac), Rousseau und Helvétius an. In der Philosophie trug er neue Ideen zur logischen Analyse von Relationen bei.
Die Ideen der Aufklärung (Naturrecht) versuchte er später, 1790, als Petersburger Zolldirektor, in seinem Roman Reise von Petersburg nach Moskau zu verbreiten. In diesem „Roman“ – in Wirklichkeit eine radikal aufklärerische Kritik an den seiner Meinung nach unerträglichen Verhältnissen in Russland unter Katharina II. – geißelte er insbesondere die Leibeigenschaft und die Unmenschlichkeit der herrschenden und weitgehend verkommenen aristokratischen Klasse. Dem Adel gibt sein Roman auch die Schuld am bäuerlichen Pugatschow-Aufstand. Katharina II. ließ ihn wegen dieses Buches durch den der Geheimpolizei vorstehenden Geheimrat Scheschkowski verfolgen und verurteilte 1790 Radischtschew zum Tode. Radischtschew bat um Gnade und distanzierte sich von den Inhalten seines Buches, worauf die Strafe in zehn Jahre Verbannung umgewandelt wurde. Das Verbot der Reise von Sankt Petersburg nach Moskau gilt als Wendepunkt in der bis dahin glimpflichen Zensurpraxis Katharinas, die in den letzten Jahren ihrer Herrschaft deutlich verschärft wurde.

### Ode an die Freiheit
1. Strophe (von 50)
Du Quelle aller großen Taten,

Des Himmels köstlichstes Geschenk,

Erlaub, o Freiheit, dass ein Sklave

In einer Ode Dir gedenk.

O laß mein Herz von Dir erglühen

Und es durch deine Kraft erblühen,

Brich ab des Sklaventumes Nacht,

Laß Tell und Brutus nochmals wecken.

Ergreif die Macht und laß erschrecken

Vor deinem Wort der Zaren Macht.
13. Strophe
Ein Heer der Rächer wird erstehen,

Die, von der Hoffnung jäh entflammt,

Dereinst die Schande tilgen werden

Im Blut des Quälers allesamt.

Ich sehe scharfe Schwerter glänzen

Und aller Arten Tod umkränzen

Das stolze Haupt, den halben Gott.

Frohlockt, Gefesselte und Knechte:

Man führt kraft angebornem Rechte

Den Zaren selbst auf das Schafott.
(Aus: Reise von Petersburg nach Moskau, Ausgabe Leipzig 1982, Versübertragung von Bruno Tutenberg, Seite 163 ff)
Nach Katharinas Tod erlaubte Paul I. Radischtschew die Rückkehr auf seine Güter. Trotz – oder wegen – seiner Berufung 1801 in die Gesetzgebungskommission verzweifelte dieser jedoch an der Aussichtslosigkeit der Reformbestrebungen und nahm sich, wieder verdächtigt und in Angst vor erneuter Verbannung, das Leben. Allerdings wollte er damit auch ein Fanal setzen.
Radischtschews Werk, obwohl nur mündlich oder in Abschriften unter der Hand verbreitet, soll großen Einfluss gehabt haben. Es heißt, für das Lesen von Abschriften seien teilweise hohe Summen bezahlt worden. Es konnte erst nach der Revolution 1905 in Russland erscheinen.
1878 gründete ein Enkel Radischtschews, der Maler Alexei Petrowitsch Bogoljubow, zu Ehren seines Großvaters das Radischtschew-Kunstmuseum in Saratow. Der Asteroid des äußeren Hauptgürtels (2833) Radishchev ist nach ihm benannt.

## Werke
- Reise von Petersburg nach Moskau, 1790, deutsch u. a. Rütten & Loening Berlin 1952, Reclam Leipzig 1982
- Ode Wolnost (Freiheit), 1782 (veröffentlicht 1790)
- Brief an einen Freund, 1773 (Tagebuch einer Woche des Jahres 1772, veröffentlicht 1809)
- Über den Menschen, über seine Sterblichkeit und Unsterblichkeit, ?